# Alfred Milner
Alfred Milner (Gyakran: Lord Milner, Bonn, Német Birodalom, 1854. május 23. – Canterbury, Anglia,1925. május 13.) brit katona, Cape kolónia és Transvaal kormányzója.

## Élete

### Származása, fiatalkora
Ősei német állampolgárok voltak, azonban nagyanyja egy angol úrhoz ment feleségül, így a családban egyre jobban erősödött az angolság. Ez Alfredben teljesedett ki a legjobban, hiszen ő már ténylegesen angol volt. Azonkívül, hogy német területeken született, élete során sosem szenvedte ennek hátrányát vagy élvezte előnyét. Milner 1854-ben született, Bonnban, egy egyetemi adjunktus fiaként. Apja miatt a tanulásra komoly figyelmet fordított, és az Oxfordi Egyetemen tanult.

### A második búr háború alatt
Később Afrikában végzett munkát, és Cape Kolónia kormányzója lett (1897-1901). A második búr háborúban ő irányította a kolónia csapatait, és több csatában is részt vett. Kormányzása idején Dél-Afrikában megjelentek a koncentrációs táborok, amelybe az elfogott búr gerillaharcosokat, négereket illetve nőket és gyerekeket hurcoltak. Ezekben a táborokban több mint 27 000 búr civil, és 14 000 fekete őslakos vesztette életét a háború három éve alatt. Milner 1901. március 6-án leköszönt posztjáról. A búr államok és a Brit Birodalom közt zajló béketárgyalások egyik fő irányítója volt.

### A búr államok kormányzójaként
1902-től ő lett a két jelentősebb búr köztársaság (Oranje Szabadállam, és a Transvaal Köztársaság) kormányzója is. Kormányzósága alatt a kolóniák egyesítésével próbálkozott, ugyanis a két államot egy gyarmatként képzelte el. Bár nevéhez fűződik Dél-Afrika infrastrukturális és gazdasági fejlődése, előélete miatt nem volt kedvelt közéleti személyiség.
Milner számos oktatásügyi reformot is végrehajtott, amelynek keretében Potchefstroom városában több oktatási intézményt nyitott. Többek között két általános és egy középiskolát.

### Utolsó évei
1905-ben befejezte a politizálást Afrikában, és 1906-ban visszatért Angliába.
1916-ban a brit parlament tagja volt, és támogatta David Lloyd George programjait. Ennek köszönhetően a háború utolsó évében hadügyminiszterré nevezték ki, amely posztot 1919-ig őrizte meg.
1925-ben hunyt el, életének 71. évében.